# Jean-François Gariépy
Jean-François Gariépy (né en 1984) est un nationaliste blanc canadien-français, biologiste et neurologue et commentateur politique alt-right. Gariépy anime la chaîne YouTube The Public Space où il discute des événements politiques, des idées philosophiques et des théories scientifiques. Selon L'Anti-Defamation League The Public Space fait partie des « chaînes suprémacistes blanches ». Gariépy a été décrit comme un « porte-étendard de l'alt-right ». Dans un documentaire du CBS News, Gariépy a nié être un suprémaciste blanc opposé aux intérêts des minorités en l'Amérique du Nord. Au contraire, disait-il, les sociétés des États-Unis et du Canada sont devenues de plus en plus hostiles aux intérêts des blancs et, en particulier, aux intérêts des hommes blancs.

## Vie privée
Jean-François Gariépy a grandi à Saint-Sophie en Québec. Il a été marié trois fois. Gariépy et sa troisième épouse se sont séparés en juillet 2015. En décembre 2015, sa femme a donné naissance à son premier fils. Son épouse a accusé Gariépy de « violence psychologique » et de « menacer d'enlever leur enfant dans son Canada natal ». Après la décision de laisser la garde de l'enfant à la mère, Gariépy fait appel. Le juge de la cour d'appel ordonne une évaluation psychologique qui conclut que Gariépy est « très brillant, intellectuellement », tout en faisant preuve d'un « manque de perspicacité et de contrôle des impulsions ».

## Carrière académique
Jean-François Gariépy étudiait la biologie a l'Université de Montreal. En 2008, la Society for Neuroscience lui a décerné le Next Generation Award. Gariépy a achevé en 2012 sa thèse doctorale sur les réseaux neuronaux respiratoires chez la lamproie. De septembre 2011 à septembre 2015, Gariépy étudie les interactions sociales des singes à l'Institute for Brain Sciences à l'Université Duke. Au cours de sa carrière universitaire, Gariépy publie 21 articles qui ont été cités 529 fois.
Gariépy a déclaré au Daily Beast qu'il avait quitté l'Université Duke pour le Canada parce qu « il s'était senti déçu par le monde universitaire ». Gariépy a expliqué son départ du milieu universitaire sur Facebook : « Le milieu universitaire est une chose bizarre ; il est peuplé de gens très intelligents, motivés et brillants, qui fonctionnent dans un système qui est tout simplement défectueux au point d'entraver la capacité même de ces individus à s'engager dans une véritable recherche de connaissances. En ce sens, je quitte le milieu de la recherche pour la même raison que je l'ai rejoint il y a 12 ans : à la recherche d'un meilleur moyen de satisfaire ma soif d'une compréhension scientifique du monde. ». Cependant, l'auteur du Daily Beast, Kelly Weill, suggère que Gariépy a quitté l'Université Duke parce que son statut juridique aux États-Unis ayant été remis en question lors de la procédure de divorce de sa troisième épouse.
En 2014, Gariépy a reçu 25 000 $ du délinquant sexuel décédé Jeffrey Epstein pour démarrer l'organisation à but non lucratif NEURO.tv pour se consacrer à l'éducation sur la science et la philosophie sur YouTube. Lorsqu'on lui a demandé s'il regrettait d'avoir reçu de l'argent d'un délinquant sexuel, Gariépy a déclaré : « J'encaisserais un chèque envoyé directement du diable si cela pouvait me permettre de faire progresser l'enseignement scientifique ou scientifique [. . . ] J'étais au courant de la condamnation antérieure d'Epstein lorsque j'ai accepté l'argent. Je ne connaissais cependant pas les allégations les plus récentes, qui sont pires que je ne le pensais. En tout cas, je ne regrette pas d'avoir pris de l'argent. Les personnes mauvaises ne sont pas seulement mauvaises. ».

## The revolutionary phenotype
En 2019, Gariépy a publié Le Phénotype révolutionnaire qui est influencé par Le Gène égoïste (1976) et Le Phénotype étendu (1982) de Richard Dawkins. Dans cette monographie, Gariépy s'appuie sur l'hypothèse du monde à ARN pour introduire sa propre théorie sur la façon dont la vie est apparue il y a quatre milliards d'années et comment le code génétique s'est développé depuis. Gariépy soutient que la combinaison de l'intelligence artificielle et du génie génétique pourrait conduire à l'émergence d'une nouvelle forme de vie qui pourrait être contrôlée par des forces manipulant le processus génétique. En octobre 2014, Gariépy a demandé un financement supplémentaire à Epstein pour Le Phénotype révolutionnaire auquel Epstein n'a pas répondu.

## Commentateur et YouTubeur
Jean-François Gariépy a fait sa première apparition publique sur l'épisode 157 du podcast Drunken Peasants en 2015. En 2017, Gariépy a rejoint la chaîne YouTube Warski Live en tant que co-animateur. Sur Warski Live, Gariépy a discuté de thèmes comme l'immigration, le socialisme et les différences ethniques avec des invités comme Richard B. Spencer, Millennial Woes, Andrew Anglin et Sargon d'Akkad,. Avec cette participation, Gariépy a acquis une notoriété parmi le public alt-right en tant que modérateur du soi-disant « YouTube Bloodsports » où deux ou plus invités s'engagent dans des discussions politiques.
Après une brouille avec son co-animateur, Andy Warski, en avril 2018, Gariépy a fondé sa propre chaîne YouTube, The Public Space. La chaîne a, parmi beaucoup d'autres, présenté des personnalités de l'alt-right comme Richard B. Spencer, David Duke, Mike Peinovich et Greg Johnson.